# 黑盒测试
黑盒测试（英語：Black-box testing），软件测试的主要方法之一，也可以称为功能测试、数据驱动测试或基于规格说明的测试。测试者不了解程序的内部情况，不需具備應用程式的程式碼、內部結構和程式語言的專門知識。只知道程序的输入、输出和系统的功能，这是从用户的角度针对软件界面、功能及外部结构进行测试，而不考虑程序内部逻辑结构。測試案例是依應用系統應該做的功能，照規範、規格或要求等設計。測試者選擇有效輸入和無效輸入來驗證是否正確的輸出。此測試方法可適合大部分的軟體測試，例如：整合測試與系統測試。

## 设计方法
典型的黑盒测试设计方法包括：
- 等价类划分法（英语：Equivalence partitioning）
- 边界值分析法（英语：Boundary-value analysis）
- 错误推测法（英语：Error guessing）
- 因果图法
- 判定表法
- 正交试验法
- 功能图法
- 场景法

## 測試覆蓋率
測試覆蓋率（Test coverage）是指在針對系統或應用程式進行黑箱測試時，所測試到軟體需求的比例。測試覆蓋率和代碼覆蓋率不同，代碼覆蓋率是在測試套件（test suite）執行時，檢查程式內部的運作，以及计算机程序中源代码執行的程度。量測測試覆蓋率可以快速的偵測並去除缺陷，創建更全面的测试套件，並且去除和需求無關的測試。